# Strangers in the Night (альбом Френка Сінатри)
Strangers in the Night (укр. Мандрівники в ночі) — студійний альбом американського співака Френка Сінатри.

## Історія
Альбом вийшов у травні 1966 року та відзначився поверненням Сінатри на перше місце в поп чартах. Альбом отримав статус платинового в зв'язку з продажем понад мільйона копій в Сполучених Штатах.
У березні 1967 року за цей альбом Френк Сінатра отримав дві премії «Греммі» в номінаціях «Кращий запис року» і «Краще чоловіче вокальне поп-виконання». Альбом став останнім за участю аранжувальника Нельсона Ріддла і його оркестру.
Сингл «Strangers in the Night» протягом тижня займав 1-е місце в списку кращих пісень. Пісня «Summer Wind» також отримала популярність у слухача і пізніше використовувалася в телевізійних рекламних роликах в 2000-х роках.
У січні 2010 року альбом було перевидано — він містив три додаткові бонус-пісні.

## Учасники
- Френк Сінатра — вокал;
- Нельсон Ріддл — аранжування, диригент;
- Глен Кемпбелл[6] — гітара;
- Аво Увезян — автор музики до основного треку[7];
- Оркестр Нельсона Ріддла;
- Ерні Фріман — аранжування 1 треку.

## Список композицій
| #   | Назва                                  | Тривалість |
| --- | -------------------------------------- | ---------- |
| 1.  | «Strangers in the Night»               | 2:25       |
| 2.  | «Summer Wind»                          | 2:53       |
| 3.  | «All or Nothing at All»                | 3:57       |
| 4.  | «Call Me»                              | 3:07       |
| 5.  | «You're Driving Me Crazy»              | 2:15       |
| 6.  | «On a Clear Day (You Can See Forever)» | 3:17       |
| 7.  | «My Baby Just Cares for Me»            | 2:30       |
| 8.  | «Downtown»                             | 2:14       |
| 9.  | «Yes Sir, That's My Baby»              | 2:08       |
| 10. | «The Most Beautiful Girl in the World» | 2:24       |

| Бонус-пісні включені в 2010 році | Бонус-пісні включені в 2010 році                                 | Бонус-пісні включені в 2010 році |
| #                                | Назва                                                            | Тривалість                       |
| -------------------------------- | ---------------------------------------------------------------- | -------------------------------- |
| 11.                              | «Strangers in the Night» (Живий концерт в Токіо, 18 квітня 1985) | 2:14                             |
| 12.                              | «All or Nothing at All» (Живий концерт в Токіо, 18 квітня 1985)  | 3:40                             |
| 13.                              | «Yes Sir, That's My Baby»                                        | 2:17                             |